# Paul Bunyan State Forest
La Paul Bunyan State Forest est une aire protégée américaine dans les comtés de Cass et Hubbard, au Minnesota.